# Кумано
Кума́но (яп. 熊野市) — город в Японии в префектуре Миэ. В 2003 году население города оценивалось в 20 370 человек, площадь города — 259,96 км². Статус большого города был присвоен 3 ноября 1954 года.

## Географическое положение
Город находится на берегу Тихого океана на полуострове Кии. Входит в состав национального парка Ёсино-Кумано (яп.). В окрестностях города расположены три знаменитых синтоистских святилища — Кумано-Хонгу-тайся (яп. 熊野本宮大社), Кумано-Нати-тайся (яп. 熊野那智大社) и Кумано-Хаятама-тайся (яп. 熊野速玉大社).

## История
В Средние века Кумано находился на пути паломнических троп Кумано-кодо — от монастырей священной горы Коя-сан через холмы и леса до синтоистских святилищ в окрестности Кумано, и далее до святых мест Исе. Традиция паломничества сохранилась до сих пор, паломнические тропы оборудованы приютами, и к промежуточным пунктам паломничества подведены автобусные линии. Тропы в горах и в лесу нередко выложены камнем.

## Экономика
Важное место занимают туризм, торговля и транспорт (обслуживание паломников и туристов), а также гидроэнергетика (ГЭС Нанайро (яп.) и ГЭС Комори {яп.}). Центр сельскохозяйственного района (террасное рисоводство и морское рыболовство).

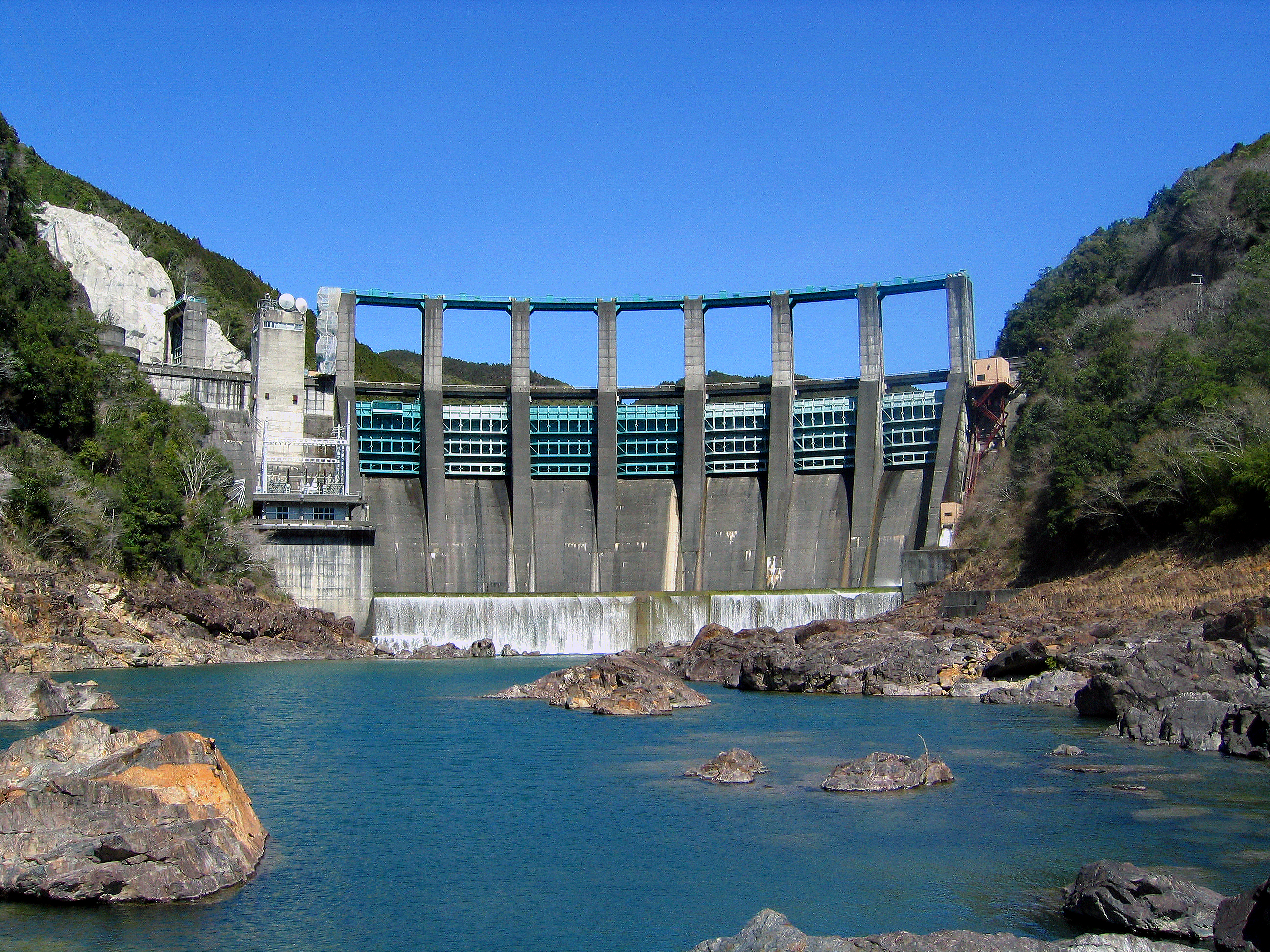
ГЭС Нанайро
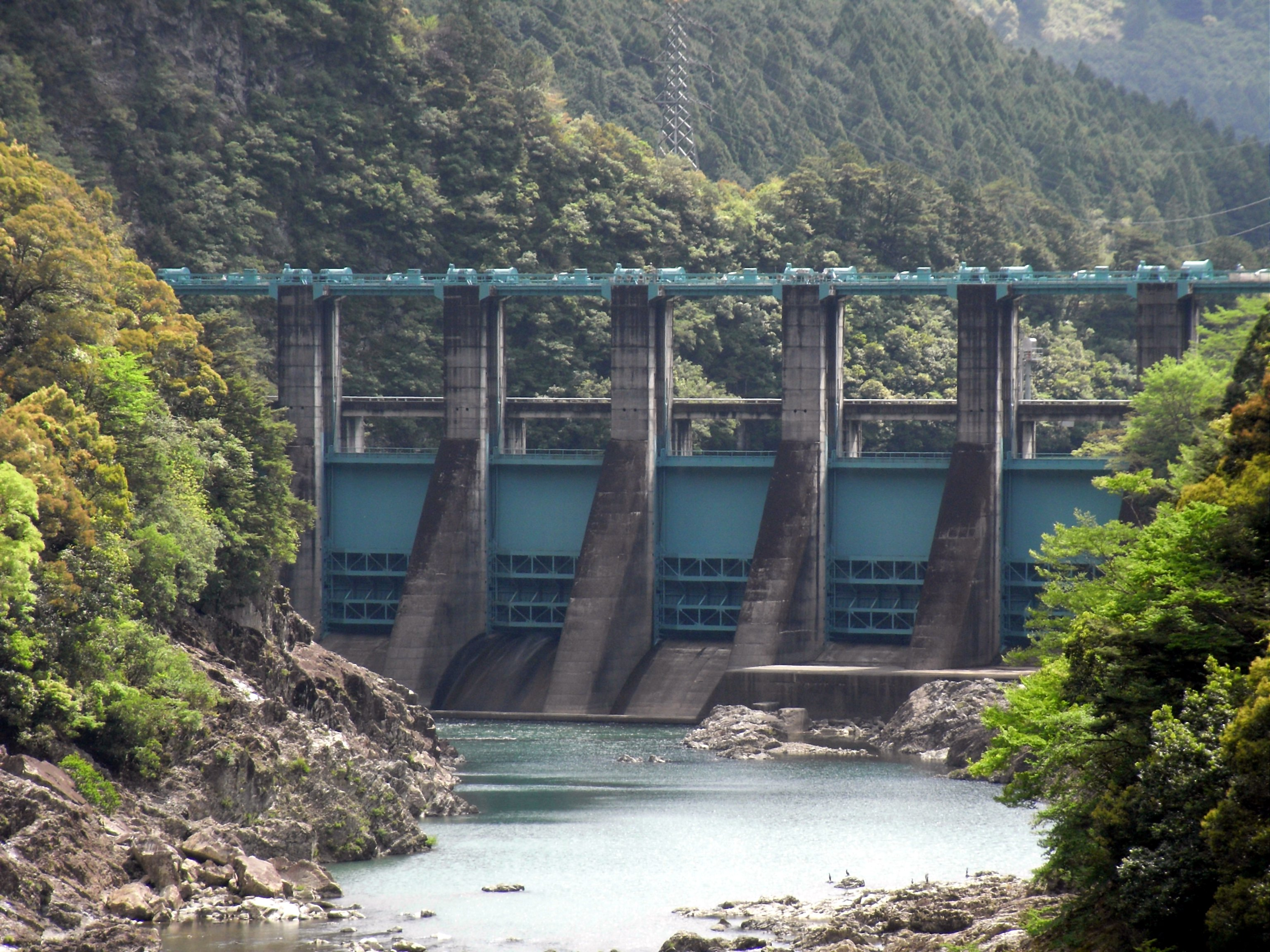
ГЭС Комори
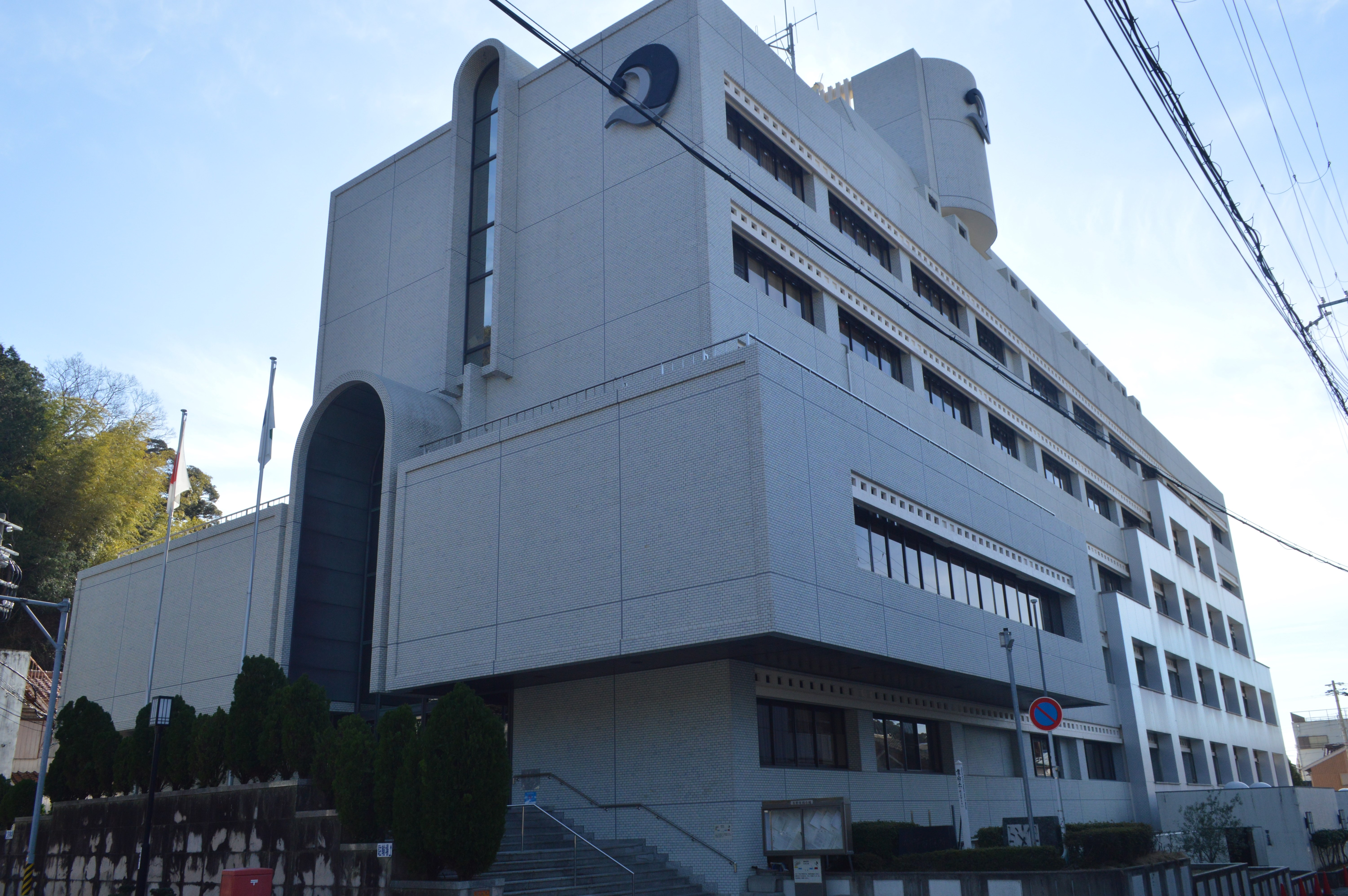
Мэрия Кумано

## Города-побратимы
- Бастус, Бразилия (1972)
- Сакураи, Япония (1986)
- Сорренто, Италия (2001)